# Приворотень баб'єгірський
Приворотень баб'єгірський (Alchemilla babiogorensis) — вид квіткових рослин родини трояндових (Rosaceae).

## Поширення
Україна, Польща.
Входить у Перелік видів судинних рослин, що підлягають особливій охороні на території Закарпатської області.